# Pojedynek Burr–Hamilton

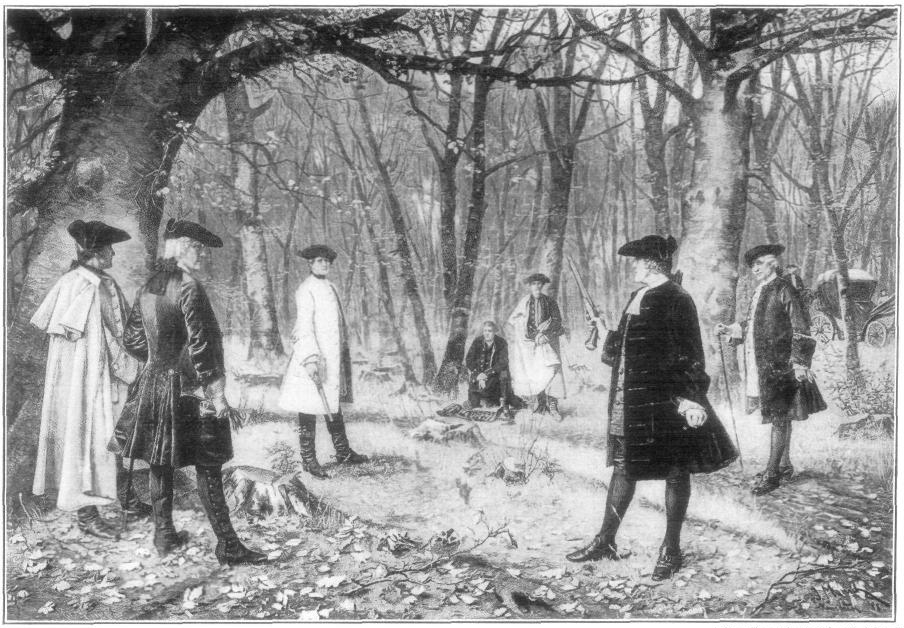
Artystyczna wizja pojedynku pomiędzy Alexandrem Hamiltonem i Aaronem Burrem 11 lipca 1804 w Weehawken (New Jersey)

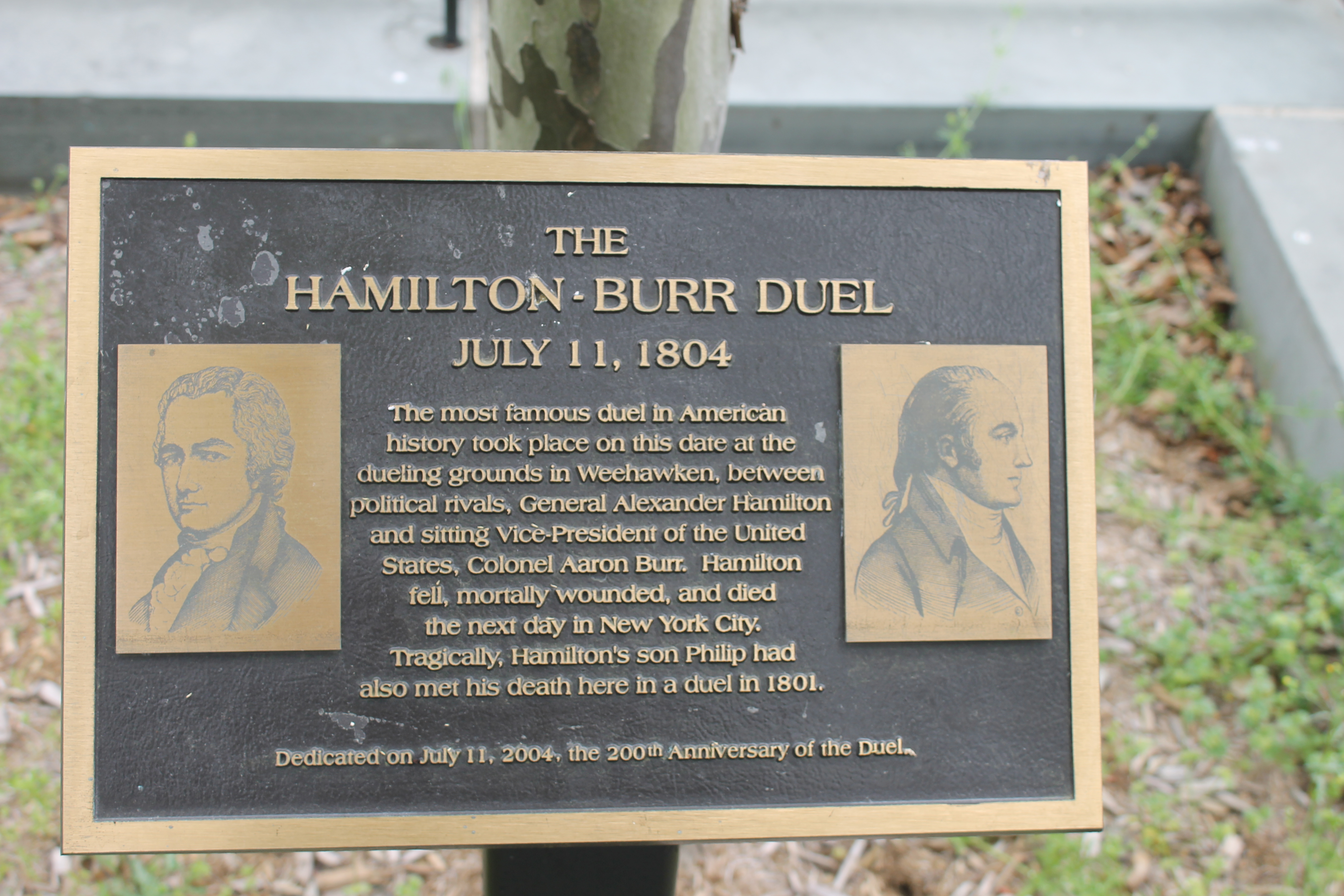
Tablica pamiątkowa pojedynku

Pojedynek Burr–Hamilton (ang. Burr–Hamilton duel) odbył się 11 lipca 1804. Polityczni antagoniści i wrogowie Alexander Hamilton i Aaron Burr spotkali się w Weehawken (New Jersey), aby rozstrzygnąć ich długotrwałe spory w pojedynku. Uczestnicy użyli pistoletów pojedynkowych stojąc blisko siebie – Hamilton nie oddał strzału, natomiast strzał Burra spełnił cel natychmiast, fatalnie zranił Hamiltona i doprowadził do jego śmierci następnego dnia. Burr uciekł bez szkody. 
Ten tragiczny incydent odzwierciedlał głęboką polityczną wrogość pomiędzy amerykańskimi partiami politycznymi w tamtym okresie.

## Okoliczności pojedynku
Obaj mężczyźni byli przywódcami politycznymi w Nowym Jorku: Aaron Burr, wybitnym demokratyczno-republikańskim a Alexander Hamilton, liderem przeciwstawnej Partii Federalistycznej. Burr wielokrotnie odczuwał polityczną siłę Hamiltona, w tym niezwykłych wyborów prezydenckich w 1800, w których wiceprezydent Burr niemal pokonał swojego kolegę, kandydata na prezydenta Thomasa Jeffersona. W 1804 Hamilton sprzeciwił się 
kandydowaniu Burra (który był wówczas wiceprezydentem USA) na urząd gubernatora stanu Nowy Jork, co było sprzeczne z przyjętą praktyką. Po klęsce w wyborach, Burr wyzwał Hamiltona na pojedynek, argumentując że Hamilton publicznie oczerniał jego charakter.

## Konsekwencje
Śmierć Hamiltona okazała się także polityczną śmiercią Burra, który dokończył kadencję jako wiceprezydent, lecz utracił wszelkie poparcie i zmuszony był wycofać się z polityki. Dodatkowo przed pojedynkiem zabroniono w Nowym Jorku takiego rozstrzygania sporów, co zmusiło Burra do ucieczki ze Stanów Zjednoczonych, w celu uniknięcia aresztowania.